# Персимфанс

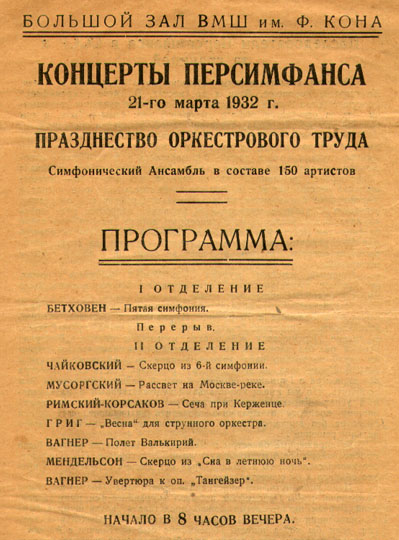
Афіша Персимфансу, 1932 рік.

Персимфанс (скорочення від «Перший симфонічний ансамбль») — симфонічний оркестр без диригента, що існував з 1922 до 1932 року та базувався у Москві. Персимфанс було створено за ініціативою скрипаля Льва Цейтліна з метою втілення різних новаторських на той час ідей: поширити класичну музику за межами академічних закладів, дати творчу ініціативу та можливість обговорювати інтерпретацію нот кожному з музикантів оркестру.
2008 року за ініціативою російського композитора та мультиінструменталіста Петра Айду було створено новий проєкт Персинфанс, щоб відновити традиції започатковані у 20-их роках XX сторіччя.

## Історія
Ідея організувати великий симфонічний оркестр без диригента з'явилися у Льва Цейтліна за довго до Жовтневої революції. У 1920 році диригент С. О. Кусевицький розпустив свій оркестр, у якому на той час працював Лев Цейтлін. Після цього Лев Цейтлін та більшість його колег по оркестру переїздять до Москви на роботу у Большому театрі. У 1921 році із запровадженням НЕПу музичне життя починає налагоджуватися та відроджуватися. Кращі музиканти Москви відгукнулися на заклик Лева Цейтліна організувати оркестр, що буде працювати без диригента за абсолютно новими принципами. 
Чутки про репетиції ансамблю без деригента поширилися ще до першого виступу Персимфансу та жваво обговорювалися у музичній спільноті. Перший концерт відбувся 13 лютого 1922 року у Колонному залі "Дому союзів». У програмі були складні та серйозні музичні твори Л. Бетховена: Третя (Героїчна) симфонія, Концерт для скрипки з оркестром та увертюра "Еґмонт". Перші кілька років оркестр працював завдяки великому ентузіазму учасників. Репетиції відбувалися у вільний від основної роботи час: рано у ранці, на обідній перерві тощо. А концерти Персимфансу відбувалися у понеділок тому, що цей день був театральним вихідним. Концерти давалися як у залі консерваторії, так і у кав’ярнях, кінозалах тощо.
1927 року за запрошенням Персимфансу С. С. Прокоф'єв приїздить з еміграції до Радянського Союзу.
1927 року до 5-ти річного ювілею Персимфансу А. В. Луначарський надає ансамблю почесне звання Заслуженого колективу республіки, а уряд призначає великий грошовий приз. Далі ці гроші ще довго використовувалися, щоб налагодити стабільну роботу колективу.
1929 року було відправлено у відставку А. В. Луначарського — головного покровителя та поборника Персимфансу. У наступні роки партійні урядовці, що також були прихильниками ансамблю та членами «Товариства друзів Персимфансу", потрапляють у немилість через те, що висловлюють бачення на питання стосовно землі відмінне від думки Й. В. Сталіна. Проти багатьох з них порушуються слідства, які закінчуються розстрілами. Головою "Товариства друзів Персимфансу" була Ольга Каменєва — дружина Л. Б. Каменєва та сестра Л. Д. Троцького, які на той час вже були у немилості у радянської влади. Адміністрація Большого театру теж усіляко чинить перепони ансамблю, бо вважає, що робота в ансамблі відвертає найкращих музикантів від їх основної роботи у театрі.
Не зважаючи на труднощі, у 1932 з приводу 10-ти річного ювілею Персимфанс дає концерт під назвою "Свято оркестрової праці", на якому виступає у збільшеному складі зі 150-ти музикантів.
Далі ансамбль зазнає ще більших проблем через зміни у законодавстві. У Радянському Союзі був запроваджених 5-ти денних робочий тиждень, що порушило графік репетицій ансамблю. Окрім цього, Наркомтруд забороняє Персимфансу виступати поза абоніментом. А філармонія починає претендувати на заробіток учасників Персимфансу поза абоніметном, тобто на заробіток з численних концертів, що відбуваються у неділю у Театрі революції, у клубах робочих, у цехах заводів, а у літку простонеба у парку Сольники, на виставках тощо. До цього заробіток з цих концертів розподілявся порівну поміж усіма музикантами Персимфансу. Оскільки уряд не виказує ніякоє грошової підтримки ансамблю, Персимфанс починає зазнавати сильних фінансових проблем. 
Все це призводить до погіршення якості виступів. Навесні 1933 року музикантам стає очевидним, що політичні та законодавчі зміни унеможливлюють їх роботу в ансамблі. Персимфанс дає свій останній концерт взагалі без попередніх репетицій. Якість виконання не задовольняє учасників Персимфансу, і вони вирішують розпустити ансамбль.

## Світогляд Персимфансу
У 1926 — 1929 роки ансамбль видавав всій журнал накладом 1700 екземплярів. Журнал містив програму концертів та статті про виконувані музичні твори. Журнал також містив новини музичного життя тощо. Окрім цього Персимфанс проводили анкетування людей, що приходили на концерти, щоб дізнатися про смаки та думки слухачів, що було абсолютно нечуваним на той час.
У 1926 Персимфанс опублікував "Основні положення" про свій світогляд. Вибрані фрагменти з цих положень:
Учасники Персимфансу працювали в атмосфері взаємної поваги, відкритості до експериментів та нових підходів.

## Особливості організації роботи
До оркестру входило близько 90 інструменталістів, проте методи роботи були схожі на ті, що використовуються у камерних ансамблях. Усі учасники оркестру мали гарно знати не тільки свою партію, але увесь твір в цілому, а відтак мали і рівні права внести свою лепту у творчий процес. Цим Персимфанс сильно відрізнявся від попередніх симфонічних оркестрів, де право вирішувати, як інтерпретувати музику повністю належало диригенту. Натомість учасники Персимфансу шляхом голосування обирали "актив" з кількох музикантів.
Актив мав ознайомитися з партитурою музичного твору, що планувалося підготувати для виступів. Потім актив розробляв концепцію як інтерпретувати музику: зміна темпів та інші нюанси, не прописані композитором, позначалися у партитурах за допомогою спеціально розробленої системи позначок. Далі такі опрацьовані активом партитури обговорювалися рештою музикантів на загальних репетиціях. Кожен музикант міг запропонувати своє альтернативне бачення музичного твору та обговорити його з іншими учасниками. Репетиції, на яких грали музику, проводилися спочатку для окремих груп інструментів (струнних, духових), а потім переходили до загальних репетицій, коли грали музику у повному складі. Для постановки першого твору було проведено 16 репетицій, але із вдосконаленням методів роботи кількість репетицій для постановки однієї програми скоротилася до 10 або іноді навіть 6.
Музиканти розташовувалися у дуже специфічний спосіб: вони утворювали коло (таким чином частина музикантів сиділа спиною до глядачів). Духові інструменти були у центрі цього кола, а струнні — на периферії. Поруч один з одним сідали музиканти, партії яких тісно пов'язані у партитурі. Басові інструменти розташовувалися так, щоб їх могли гарно бачити усі інші музиканти, бо часто у партіях басів можна чітко простежити ритм твору. Таке розташування дозволяло гарно координувати роботу усього оркестру. Для порівняння, у звичайних оркестрах музиканти розташовуються так, щоб кожен міг гарно бачити диригента та слідувати його вказівкам.

## Критика та вплив на сучасників
З самого початку існування Персимфансу до оркестру був великий інтререс з боку публіки, мистецтвознавців та критиків. Відгуки буди дуже різними: від різко негативних та саркастичних до піднесених і захоплених.
Перша стаття про Персимфанс мала промовну назву "Вершник без голови". Критики часто висловлювали недовіру до принципів роботи оркестру без диригента та навіть здогадки, що музичні вистави Персимфансу це якийсь трюк, і насправді в оркестру є диригент. Деякі з критиків, відзначали високий рівень виконання творів, але все одно висловлювали побажання Персимфансу знайти талановитого та харизматичного диригента, щоб додати до виконання музики "флюїди магнетизму особистості та волю", на що Лев Цейтлін відповідав "партитура твору вивчена нами на стільки гарно, що місця для "флюїдів" у ній не залишилося". Деякі критики стверджували, що Персимфанс здатний гарно виконувати тільки ту музику, що вже була раніше вдало поставлена з гарними диригентами, або що ансамблю необхідно дуже багато репетицій — 50 або навіть 70 перед кожним виступом.
Видатний німецький диригент Отто Клемперер, почувши Шосту симфонію П. І. Чайковського поставлену Персимфансом, сказав, що "це найдосконаліше виконання, яке я чув, і якщо так діло піде й далі, то скоро ми, диригенти, матимемо шукати інше покликання".
Прокоф’єв залишив у своєму щоденнику записи про вражання від Персимфансу: "В оркестра гарна врівноважена звучність. Кожен оркестровий музикант чесно грає усі ноти, і тому все звучить та виходить саме так, як хотів композитор. Це не те, що обридливі наймити, які тільки й удають, що дують у свій інструмент, а насправді — пропускають половину нот."
Сучасники часто казали, що Персимфанс — єдина по-справжньому комуністична організація в усьому Радянському Союзі.
Персимфанс став всесвітньо відомим, всупереч тому, що ні разу не виступав за межами Москви. Наслідуючи Персимфансу ансамблі без диригента були створені у Ленінграді, Києві, Харкові, Варонежі, Тефлісі, Лейпцезі, Нью-Йорці, проте вони не проіснували так довго, як Персимфанс.

## Схожі проєкти
- Київсимфанс
- Orpheus Chamber Orchestra